# William Street
William Street is een straat in Melbourne, Australië. De straat loopt van noord naar zuid door Melbourne van Victoria Street naar Flinders Street. De straat loopt door het zakendistrict van Melbourne en maakt deel uit van het Hoddle Grid. Na Flinders Street eindigt de straat bij Queensbridge Street. De straat is vernoemd naar Willem IV van het Verenigd Koninkrijk.

## Overzicht
Enkele bekende plekken aan William Street zijn Flagstaff Gardens, Melbourne Mint en het Immigration Museum (op de hoek met Flinders Street). Op de hoek met Lonsdale Street bevinden zich de gerechtelijke gebouwen Supreme Court of Victoria, County Court of Victoria en Melbourne Magistrates' Court.
Onder het kruispunt met La Trobe Street bevindt zich Flagstaff Station.

## Schietincident
Op 18 juni 2007 vond een schietincident plaats op het kruispunt van William Street met Flinders Lane. Hierbij kwam een iemand om het leven en raakten twee personen gewond. De dader, Christopher Wayne Hudson, werd schuldig bevonden en kreeg een gevangenisstraf van minimaal 35 jaar. Onder de gewonden bevond zich ook de Nederlander Paul de Waard. Op 21 november 2009 was hij te gast in het programma In de schaduw van het nieuws naar aanleiding van deze gebeurtenis.

## Foto's

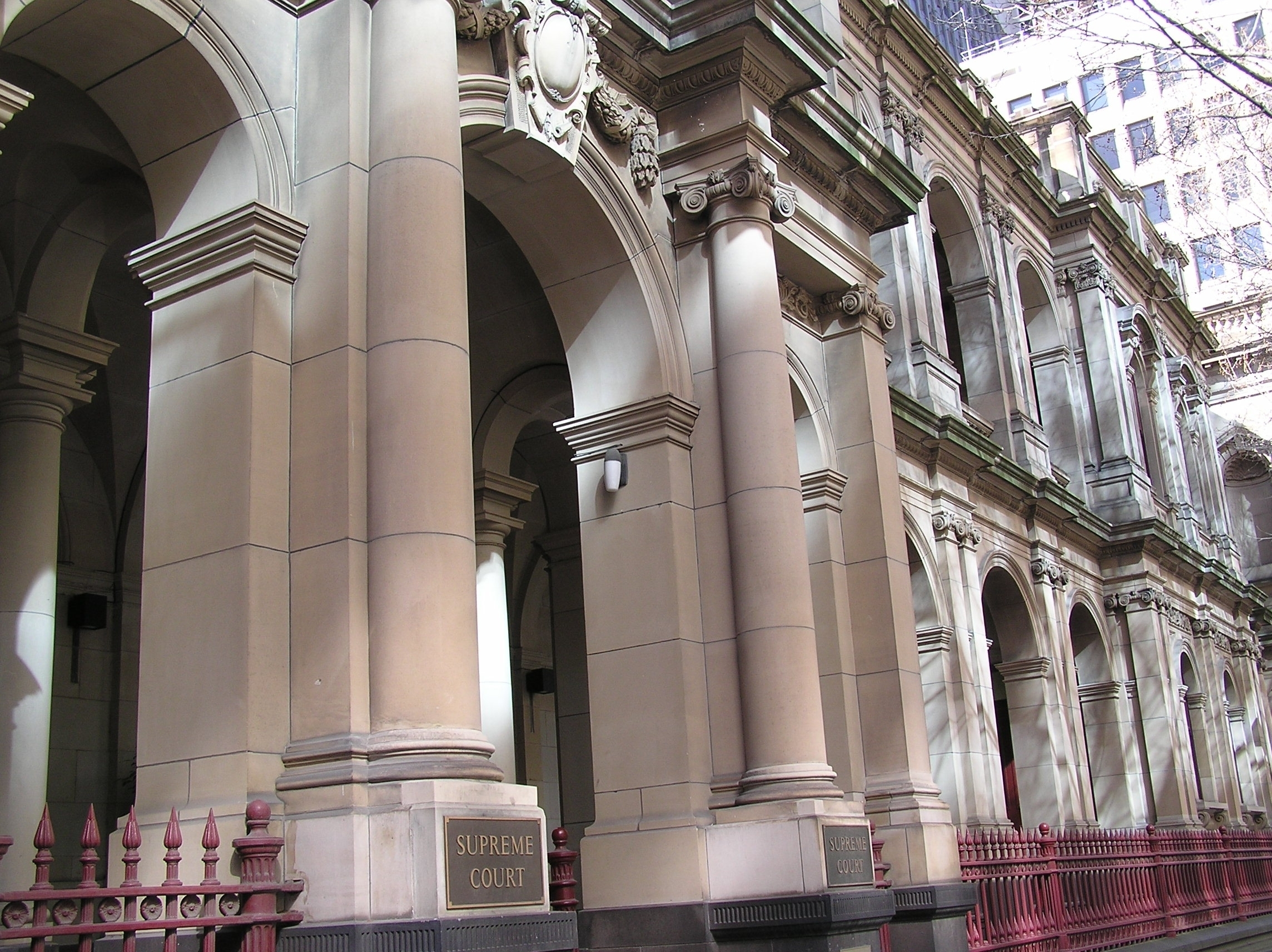
Supreme Court of Victoria.
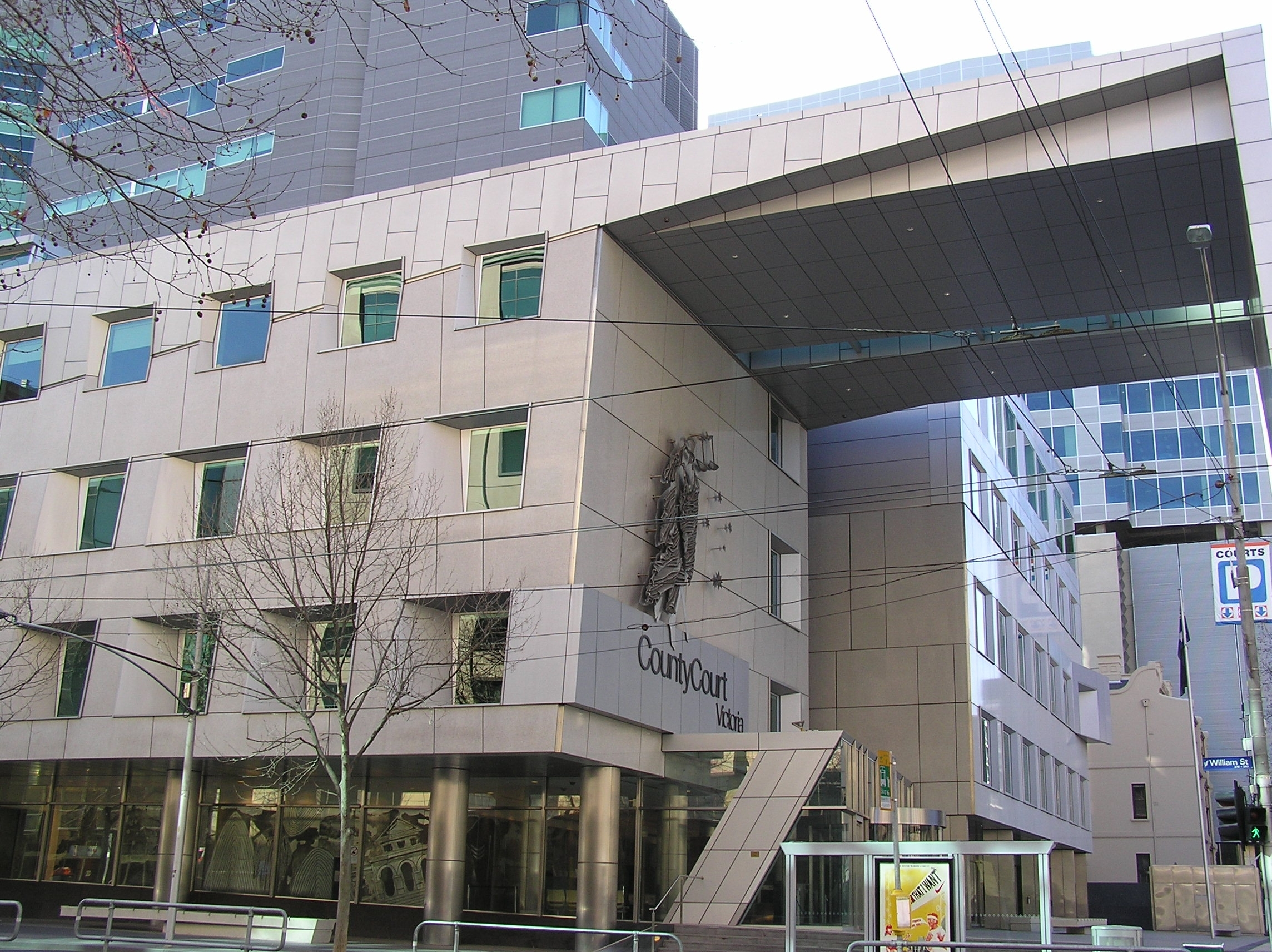
County Court of Victoria.